# Reisevollmacht
Eine Reisevollmacht bevollmächtigt einen Minderjährigen, allein oder in Begleitung eines anderen Erwachsenen, der nicht das Sorgerecht hat, ins Ausland zu reisen. Die Vollmacht wird von den Erziehungsberechtigten bzw. von dem gesetzlichen Vormund des Minderjährigen ausgestellt. Die Bestimmungen für Reisevollmachten sind von Land zu Land unterschiedlich und werden meistens auf den Webseiten der jeweiligen Botschaften aufgeführt. In einigen Ländern genügt ein formloses schriftliches Dokument. Andere Länder, wie zum Beispiel Brasilien, stellen eigene Formulare zum Ausfüllen zur Verfügung, die zusätzlich amtlich beglaubigt werden müssen. 

## Inhalt
Folgende Angaben sollten in einer Reisevollmacht aufgeführt werden:
- Name des Reisenden
- Geburtsdatum und Geburtsort des Reisenden
- Behörde, die den Personalausweis bzw. den Reisepass ausgestellt hat.
- Nummer des gültigen Personalausweises oder ggf. des Reisepasses (bei Reisen außerhalb der EU)
- Reisezeitraum bzw. der Zeitraum, für die die Reisevollmacht Gültigkeit hat
- Reiseziel
- Ggf. persönliche Daten einer mitreisenden volljährigen Person, die die Aufsichtspflicht für den minderjährigen Reisenden hat
- Namen aller Erziehungsberechtigter oder des gesetzlichen Vormunds
- Nummern der Personalausweise bzw. Reisepässe aller Erziehungsberechtigter oder des gesetzlichen Vormunds
- Unterschriften aller Erziehungsberechtigter oder des gesetzlichen Vormunds
- Ort und Datum

## Beglaubigung
Um die Glaubhaftigkeit der Reisevollmacht zu belegen, sollte eine Kopie der Personalausweise bzw. Reisepässe der unterzeichnenden Erziehungsberechtigten bzw. des gesetzlichen Vormunds mitgeführt werden. In Deutschland sind hierzu jedoch Einschränkungen im neuen Personalausweisgesetz zu berücksichtigen.
In einigen Ländern, wie zum Beispiel Brasilien, muss die Reisevollmacht durch ein Konsulat oder einer Botschaft des Reiselandes beglaubigt werden.